# Maccastorna
Maccastorna é uma comuna italiana da região da Lombardia, província de Lodi, com cerca de 64 habitantes. Estende-se por uma área de 5 km², tendo uma densidade populacional de 13 hab/km².
Faz fronteira com Crotta d'Adda (CR), Meleti, Castelnuovo Bocca d'Adda.
É um dos menores municípios da Itália. No seu territorio acham-se um lindissimo castelo, do século XIII-XIV, a igreja dedicada à São Jorge, e um restaurante-adega tradicional.
Em frente à igreja paroquial, a Administração municipal construiu a Praça Papa Paulo VI, com um pequeno jardim público.

## Demografia
| Variação demográfica do município entre 1861 e 2011                               |
|                                                                                   |
| Fonte: Istituto Nazionale di Statistica (ISTAT) - Elaboração gráfica da Wikipedia |

## Galeria de imagens

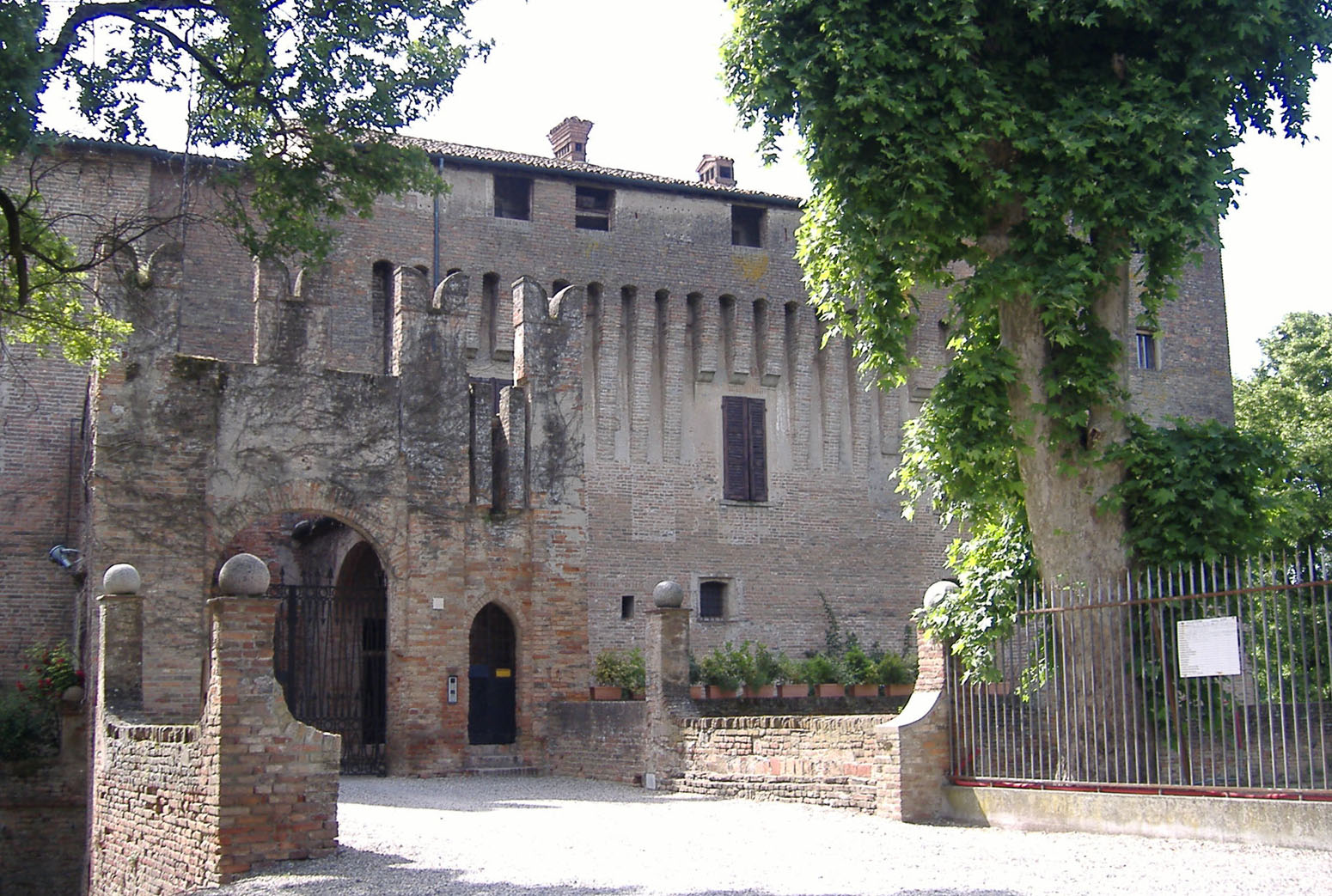
A entrada do castelo
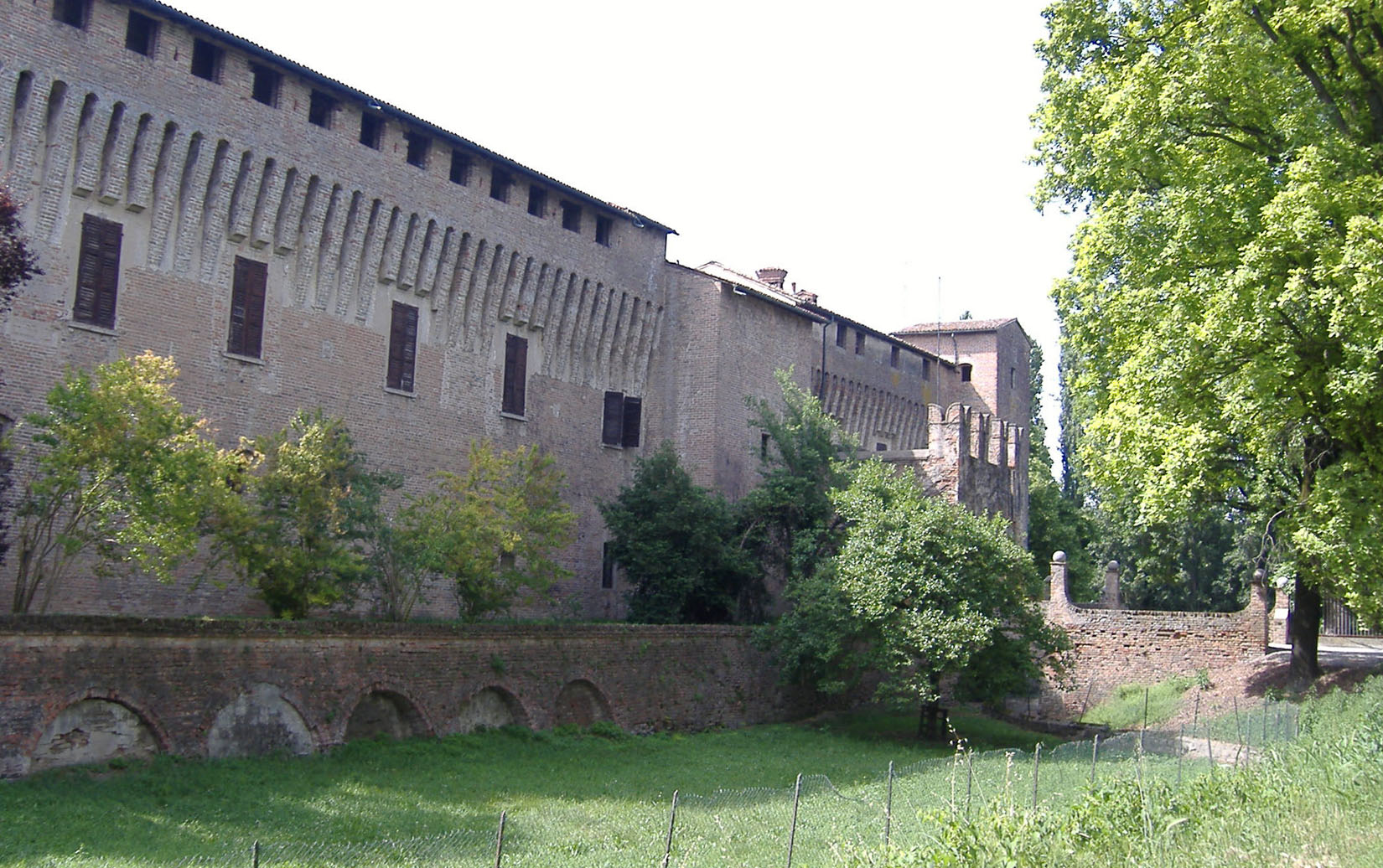
O castelo, visto de uma outra angulação
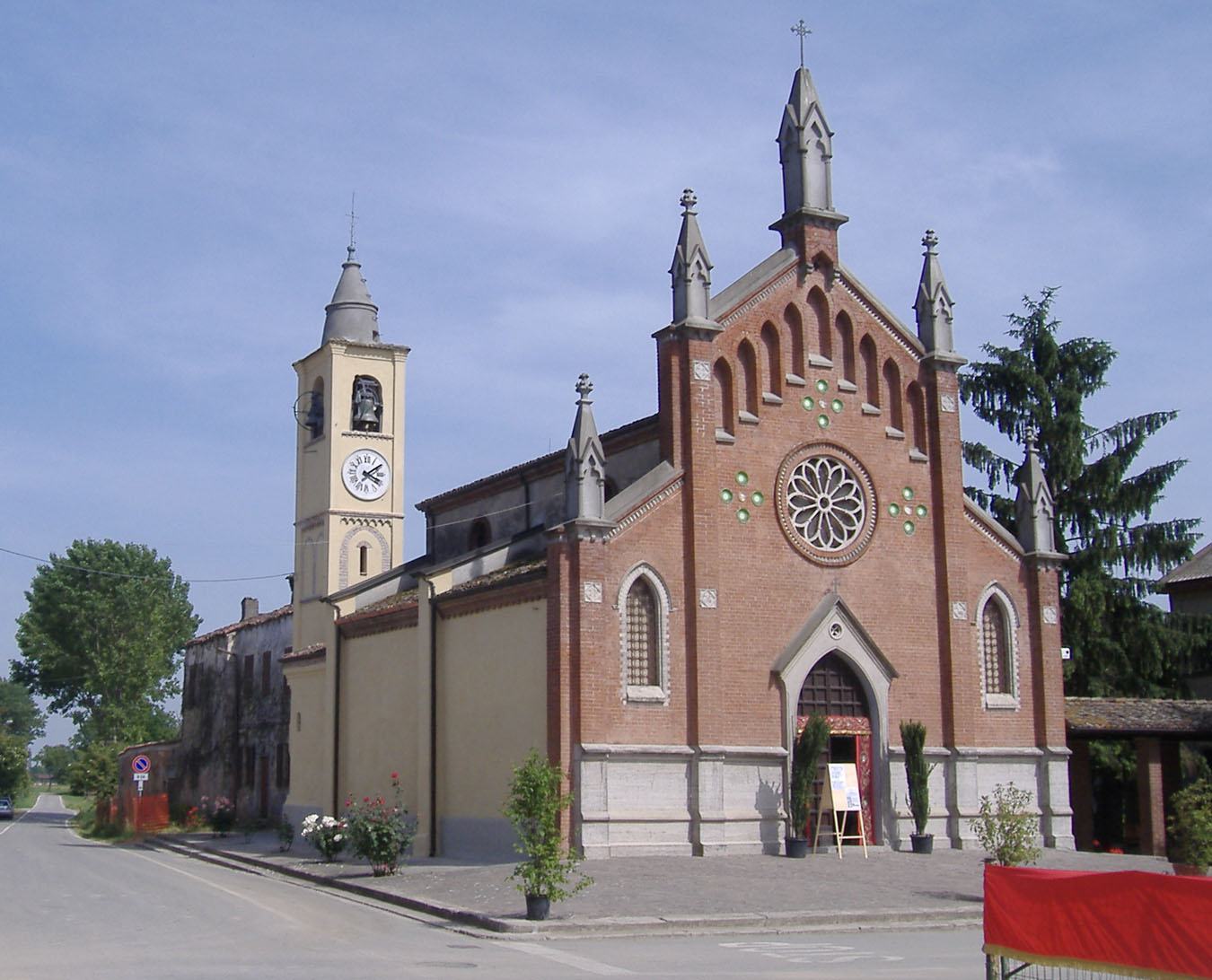
A igreja paroquial